# Juan Silvagno Cavanna
Pour les articles homonymes, voir Cavanna (homonymie).
Juan Silvagno Cavanna, né le 29 juillet 1934 à Santiago et mort le 21 mai 2012, est un ancien arbitre chilien de football.

## Carrière
Il a officié dans des compétitions majeures : 
- Copa América 1975 (finale N°2)
- Coupe du monde de football de 1978 (1 match)
- Mundialito (1 match)